# Comando de Fuerzas Especiales
El Comando de Fuerzas Especiales (COMFUES) de la Armada de Chile, dependiente del Comando de Operaciones Navales, fue creado en 2005 para agrupar al Comando de Buzos Tácticos y a los Comandos de Infantería de Marina, centralizándose la capacidad de operaciones de fuerzas especiales en una sola unidad.
Su propósito es "realizar operaciones en beneficio de la planificación institucional conjunta y combinada". Está integrada por la Comandancia, la Agrupación de Fuerzas Especiales y la Agrupación de Apoyo Logístico. Está compuesto por diez Unidades de Operaciones Especiales: seis regimientos de comandos de infantería de marina y cuatro elementos de conducción de combate.
La Armada envía cada año a profesionales del COMFUES a capacitarse con los Navy Seals en California, y a su vez ha realizado entrenamientos conjuntos y combinados con sus símiles estadounidenses en Viña del Mar.
El COMFUES ha realizado operaciones de ayuda humanitaria tras el Terremoto de Haití de 2010 y el Terremoto de Chile de 2010.